# Église Saint-Léger de Terrans
Pour les articles homonymes, voir Terrans.
L'église de Terrans, installée au centre de l'ancienne commune de Terrans (qui a été rattachée à Pierre-de-Bresse en 1972), date du XVIIIe siècle.

## Histoire

### La chapelle médiévale
Bâtie au XVIIIe siècle sous le vocable de Saint-Léger, elle remplace une chapelle seigneuriale desservie par le curé de Charette-Varennes. La chapelle seigneuriale était rattachée au château médiéval de Terrans, dont l'emplacement est aujourd'hui encore sujet à controverse. Jean de Terrans, le seigneur du château, maître des requêtes et conseiller du duc de bourgogne, est anobli en 1427. De la chapelle médiévale, ne subsiste aujourd'hui que la pierre tombale de Mathey de Chanteret, Capitaine, qui se trouve dans la chapelle nord et date de la fin du XVe siècle.

### L'église actuelle
En 1765, Guillaume de Truchis, à qui revient le château médiéval des seigneurs de Terrans, transforme la place forte, en la magnifique demeure provinciale aujourd'hui existante, le château de Terrans, monument historique classé. L'édification de l'église actuelle est de la même période.

## Architecture
Le bâtiment de belle construction, en briques rouges cuites au bois, est de petite taille mais d'harmonieuses proportions. L'intérieur présente une voûte plâtrée en berceau. La nef est éclairée de larges baies en plein cintre. La tour du clocher, tour porche, abrite une cloche fondue en 1730 apportée de la région dijonnaise comme en témoigne sa dédicace mentionnant les localités de Saulx-le-Duc et Poiseul-lès-Saulx, ainsi que le marquis de Courtivon.
Elle offre, au fond du chœur, une œuvre étonnante de l'artiste Michel Bouillot : une peinture murale représentant une Crucifixion qui est déjà une Résurrection (composition intégrant un crucifix de bois).

## Une fresque avec trois anciens de Terrans
En 1955, l'abbé René Morin (1922-2012), curé de la paroisse de Terrans, commande une fresque à l'artiste Michel Bouillot.
Tout au long de sa carrière artistique, Michel Bouillot a peint et dessiné dans de nombreuses fermes bressanes et d’autres sites du patrimoine bourguignon.
Cette représentation consiste en une « descente de croix » saisissante, qui serait plutôt une exaltation, une surprenante « montée aux cieux », laissant l’Homme presque nu et un moment désemparé, face au crâne du Golgotha. Toute la force d’imagination de l’artiste est là.
Sur cette peinture murale, on note la présence de trois jeunes de Terrans de l’époque : Daniel Loriot, Daniel Liegon et Serge Desbois.

## Culte
L'église de Terrans, dédiée à saint Léger, est un lieu de culte catholique.
Édifice consacré du diocèse d'Autun, elle relève de la paroisse Notre-Dame de Bresse finage (siège à Pierre-de-Bresse), qui en est affectataire au titre de la loi de 1905.
La messe y est célébrée un samedi par mois. 
L'église est fermée au public mais peut se visiter, notamment pour sa fresque, unique en son genre, de l'artiste Michel Bouillot (1929-2007) datant de 1955 et représentant le Christ ressuscitant sur la croix.